# Dlouhá Louka (Lípa nad Orlicí)
Dlouhá Louka (německy Langwiesen) je malá vesnice, část obce Lípa nad Orlicí v okrese Rychnov nad Kněžnou. Nachází se asi 1 km na sever od Lípy nad Orlicí. Prochází zde silnice II/304. V roce 2009 zde bylo evidováno 20 adres. V roce 2001 zde trvale žilo 26 obyvatel.
Dlouhá Louka leží v katastrálním území Lípa nad Orlicí o výměře 10,57 km2.

## Další fotografie

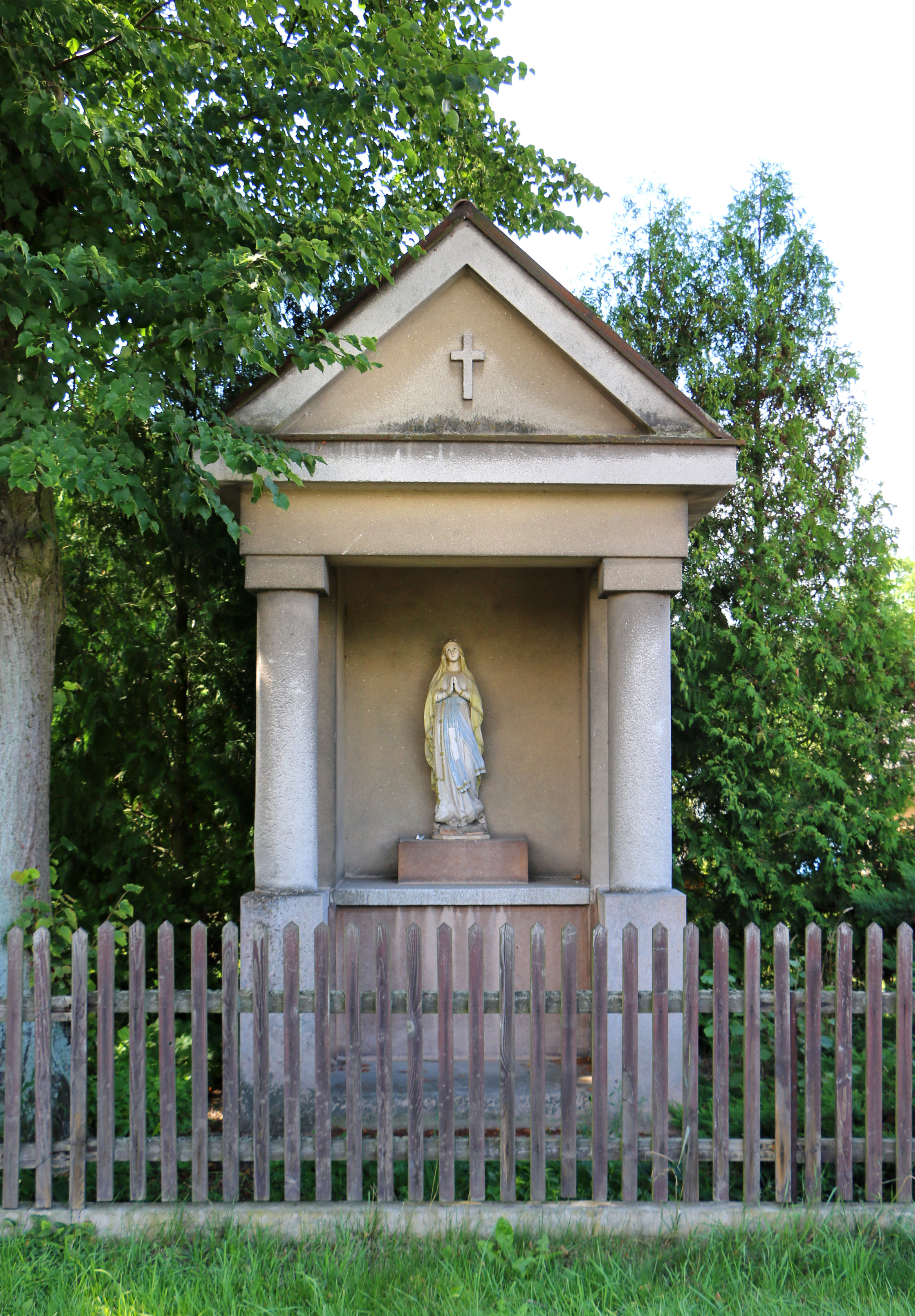
Kaple u hlavní silnice
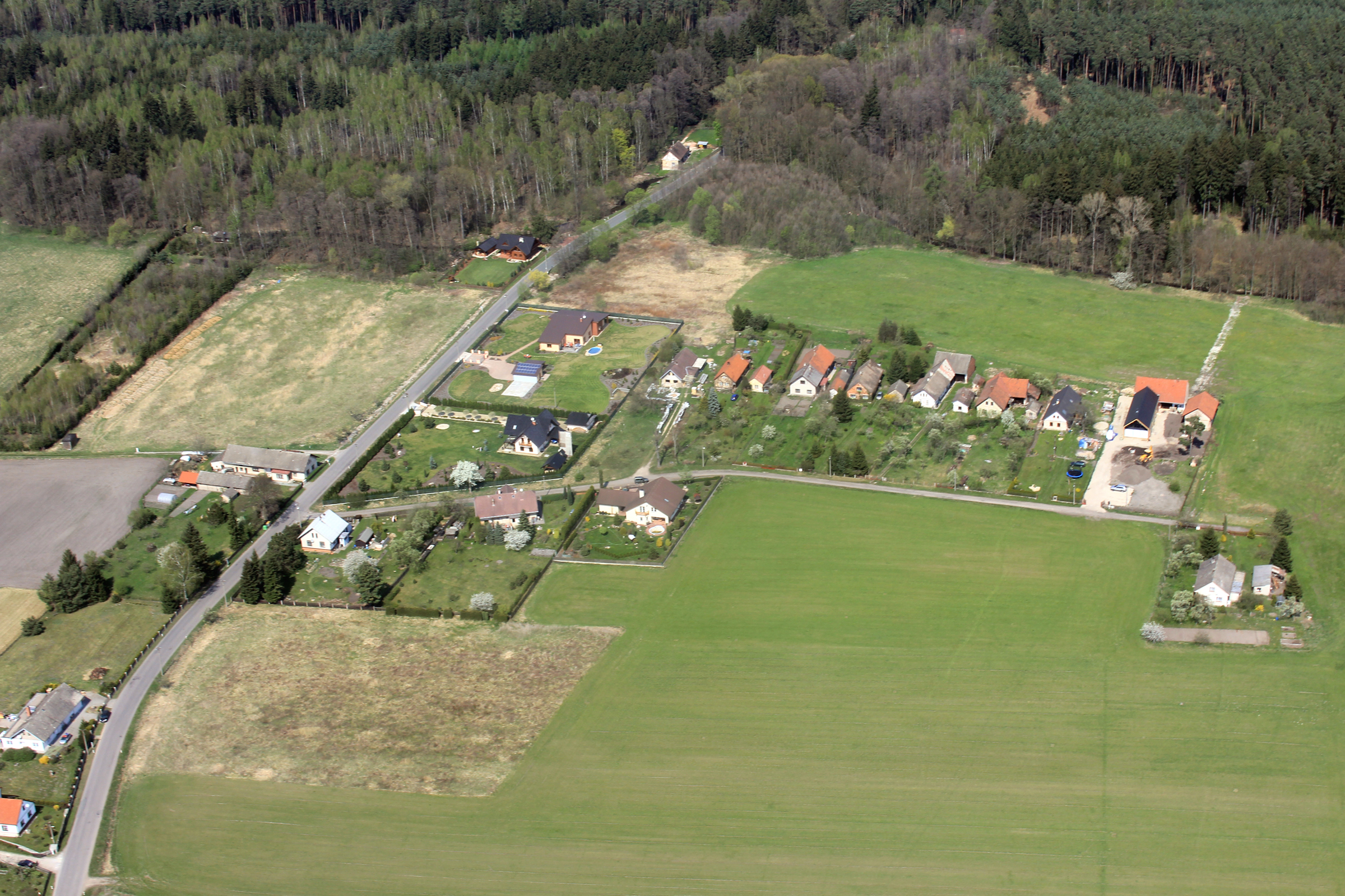
Letecký snímek
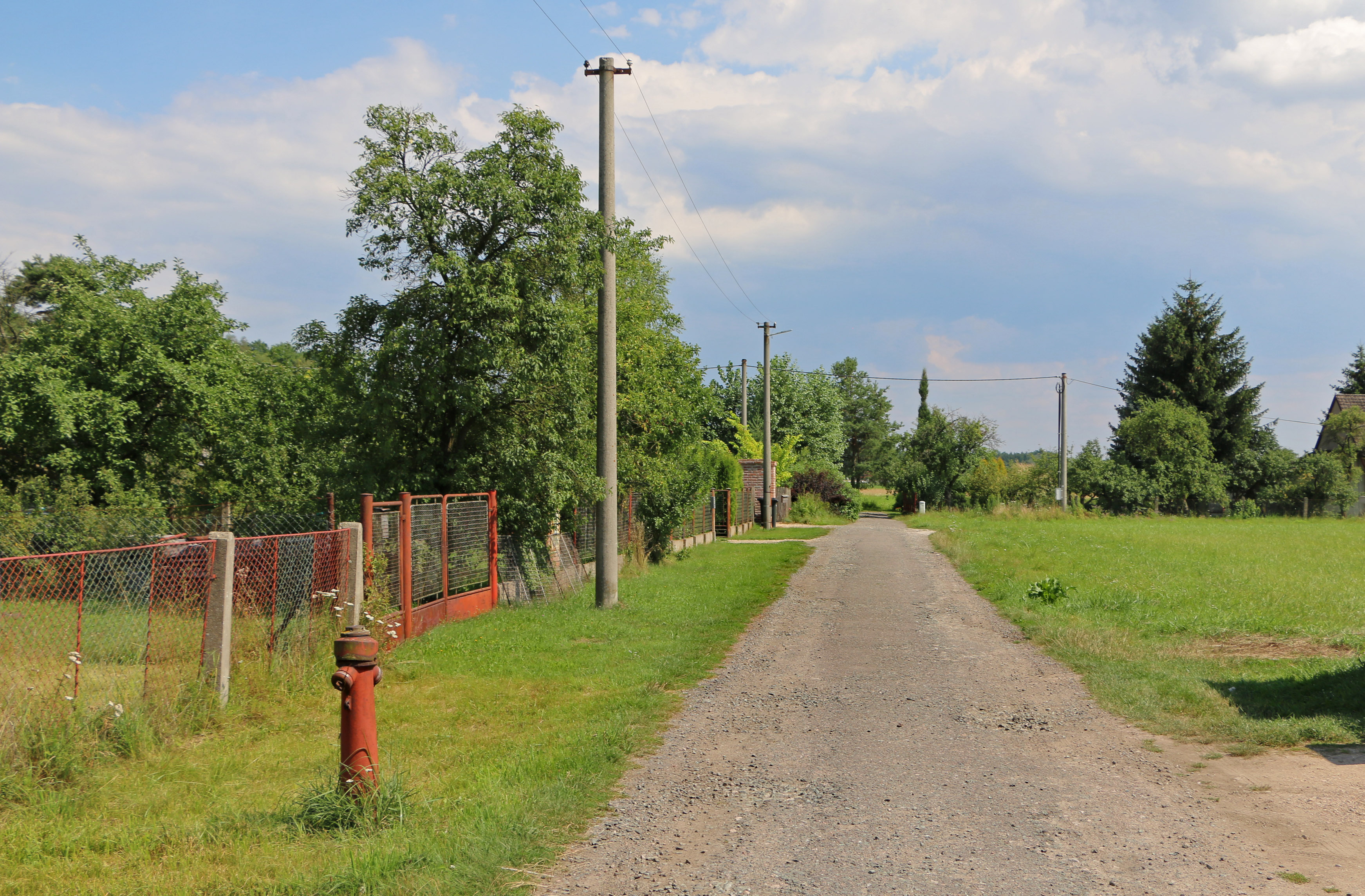
Místní silnice